# کتن، پاکستان
کتن (به انگلیسی: Kutton) یک روستا در پاکستان است که در ناحیه نیلم واقع شده‌است. کتن ۱٬۴۶۳٫۰۶ متر بالاتر از سطح دریا واقع شده‌است.